# Brady Ellison
Brady Ellison, född 27 oktober 1988 i Glendale, Arizona, är en amerikansk bågskytt som tog OS-silver i lagtävlingen vid de olympiska bågskyttetävlingarna 2012 i London. Vid olympiska sommarspelen 2016 i Rio de Janeiro tog han silver i lagtävlingen och brons i den individuella tävlingen.